# 葛家镇 (浏阳市)
葛家为中国湖南省浏阳市下辖乡，位于浏阳市中部偏西，也是解放军高级将领、原中顾委副主任、八大元老之一的宋任穷的出生地。该乡辖域东与洞阳、太平桥、枨冲镇接壤，南与普迹镇毗邻，西与镇头镇交界，北连株洲市。全乡总面积107.26平方公里，下辖8个行政村，总人口19,817人(2000年人口普查)。行政机构驻马家湾。

## 现行行政区划
全乡下辖8个行政村，分别为新建村、乌石龙村、马家湾村、玉潭村、西宏村、金塘村、新源村和大源村。